# 卢卡·卡斯特拉齐
卢卡·卡斯特拉齐（Luca Castellazzi，1975年7月19日—），是一名意大利足球运动员，司职守门员，目前效力于意甲俱乐部都灵。

## 俱乐部生涯
卡斯特拉齐在蒙扎开始职业足球生涯，早期曾效力于一些低级别联赛球队。
1999年，卡斯特拉齐加盟布雷西亚并随队在2000年夏季升级至意甲联赛。2001年1月21日，他在布雷西亚对阵维琴察的联赛中出场，完成意甲处子秀。2001/02赛季他是布雷西亚的主力门将，但一个赛季后让位于，他被先后租借至雷吉纳和卡塔尼亚，之后他又再次成为球队的首选门将。
2005年夏季，布雷西亚降入乙级，卡斯特拉齐自由转会加盟桑普多利亚。在桑普多利亚的第一个赛季，他担任安东尼奥利的替补，联赛仅有3次出场机会，之后他开始占据球队的主力位置。2008年1月，他和球队续约至2010年夏季。由于伤病原因，卡斯特拉齐在2009/10赛季失去球队主力位置，2010年2月，有报道称他已经和国际米兰就转会问题上达成初步协议。
2010年6月17日，国际米兰宣布正式免费签入卡斯特拉齐，合同期2年。2010/11赛季，在球队主力门将受伤的情况下，卡斯特拉齐获得了不少出场机会。
2014年7月，卡斯特拉齐自由转会另一支意甲球队都灵。